# Lewis H. Lapham
Lewis H. Lapham (AFI: [ˈlu.ɪs ˈlæ.pəm]) (São Francisco, 8 de janeiro de 1935 – Roma, 24 de julho de 2024) foi editor do periódico estadunidense Harper's Magazine até 2006. Mais recentemente, Lapham fundou uma publicação trimestral sobre história, intitulada Lapham's Quarterly. Ele também escreveu vários livros sobre política e assuntos atuais.

## Obras
Depois de passar um ano estudando história na Universidade de Cambridge, Lapham escreveu para o San Francisco Examiner, o New York Herald Tribune, The Saturday Evening Post e Life. Ele também contribuiu para Commentary, Fortune, Forbes, Vanity Fair, entre outras publicações. Lapham atuou como juiz do Prêmio da Primeira Emenda do PEN / Newman.
Lapham foi o apresentador e autor da série da PBS America's Century e foi apresentador da série semanal da PBS, Bookmark de 1989 a 1991.
Lapham foi até sua morte o apresentador de O mundo no tempo: discussões de rádio com estudiosos e historiadores na Bloomberg Radio que abrem as portas da história por trás dos eventos nas notícias. Os Podcasts das palestras semanais estão disponíveis em Bloomberg.com.
Lapham escreveu The American Ruling Class (2005), um filme feito em estilo documentário e com personagens fictícios e pessoas reais, ou seja, Bill Bradley, Hodding Carter III. e Barbara Ehrenreich, autora de Nickel and Dimed, ponderando a questão "Existe uma classe dominante na América?", Lapham afirma na conclusão do filme que "se você não está dentro, você está fora". O filme foi ao ar no Sundance Channel em 30 de julho de 2007.

## Publicações
- — (1980). Fortune's Child. [S.l.]: Doubleday. ISBN 0-385-14887-9
- — (1988). Money and Class in America. [S.l.]: Weidenfeld & Nicolson. ISBN 1-55584-109-0
- — (1990). Imperial Masquerade. [S.l.]: Grove Weidenfeld. ISBN 1-55584-449-9
- — (1993). The Wish for Kings: Democracy at Bay. [S.l.]: Grove Press. ISBN 0-8021-1446-6
- — (1995). Hotel America. [S.l.]: Verso. ISBN 1-85984-952-0
- — (1997). Waiting for the Barbarians. [S.l.]: Verso. ISBN 1-85984-882-6
- — (1999). Lapham's Rules of Influence. [S.l.]: Random House. ISBN 0-679-42605-1
- — (1999). The Agony of Mammon. [S.l.]: Verso. ISBN 1-85984-710-2
- — (2001). Lights, Camera, Democracy!. [S.l.]: Random House Publishing. ISBN 0-679-64713-9
- — (2003). Theater of War. [S.l.]: New Press. ISBN 1-56584-772-5
- — (2003). 30 Satires. [S.l.]: New Press. ISBN 1-56584-846-2
- — (2004). Gag Rule. [S.l.]: Penguin. ISBN 1-59420-017-3
- — (2005). With the Beatles. [S.l.]: Melville House Publishing. ISBN 978-0-9766583-2-0
- — (2006). Pretensions to Empire: Notes on the Criminal Folly of the Bush Administration. [S.l.]: The New Press. 288 páginas. ISBN 1-59558-112-X
- — (2016). Age of Folly: America Abandons Its Democracy. [S.l.]: Verso. 400 páginas. ISBN 978-1-7847-8711-0

### Artigos
- — (2009). «Notebook: By the rivers of Babylon». Harper's Magazine. 318 (1904). pp. 7–9